# Tyskertårnet
Tyskertårnet (en français : la tour allemande) est une tour de fortification en forme de casemate sur la pointe de la péninsule d’Helgenæs au Danemark, près du phare de Sletterhage. Elle a servi de tour radar pour les Allemands pendant la Seconde Guerre mondiale. De là, les Allemands avaient une vue imprenable sur les îles du sud du Cattégat et l’entrée du port d’Aarhus. Un peu plus loin, le long du sentier littoral, il y a les vestiges de deux emplacements pour des canons allemands qui étaient censés avoir une portée de tir de 15 km. Cependant, les canons n’ont jamais été installés dans les emplacements. Aujourd’hui encore, il est possible de voir les grandes structures en béton préparées pour eux.
Aujourd’hui, l’endroit est une destination d’excursion qui offre une belle vue. Les bateaux à destination et en provenance d’Aarhus passent à proximité de la tour. Dans les eaux environnantes, on peut souvent observer des marsouins.